# Prays citri
Prays citri es una especie de lepidóptero ditrisio de la familia Plutellidae que puede llegar a ser una plaga en cultivos de cítricos, sobre todo del limonero. Los daños producidos por esta plaga se limitan a los botones florales pudiendo causar importantes pérdidas en el número de frutos de la siguiente cosecha.

## Descripción

### Morfología
Los adultos son de pequeño tamaño, con una envergadura de alas de 8-12 mm. Son de color gris con diversas manchas oscuras de tamaño desigual. Las alas posteriores están terminadas en flecos.
La oruga es inicialmente blanquecina, pasa a verdosa y finalmente adquiere un color pardo. Alcanza un tamaño máximo de 7 mm de largo.
La pupa se encuentra en el interior de un delicado capullo que permite ver en su interior.

### Desarrollo
En zonas del mediterráneo puede llegar a 10-12 generaciones al año.

### Localización en la planta
Los adultos realizan la puesta en los botones florales del árbol; de ellos emergen las larvas que pasan todas las fases de su desarrollo en dicho botones florales, alimentándose de ellos.

## Daños en los cultivos
Las larvas se alimentan de especies de Citrus, preferentemente de  Citrus limonum, Citrus decumana y menos de Citrus aurantium, por lo que son considerado un plaga agrícola.  Las larvas perforan los pétalos de la flor, penetrando en ella y alimentándose de su interior. Las larvas, una vez en el interior de la flor atacan el ovario o los frutos recién cuajados, provocando su caída y pérdida. 
Se puede distinguir que los daños en la floración han sido causados por esta plaga por la cantidad de sedas presentes en las flores secas.

## Control químico
El control de esta plaga se realiza en la primavera. Un umbral de tratamiento puede ser el siguiente: 50% de flores abiertas o más, donde además sobrepase el 5% de flores y frutos atacados, o se observe más del 10% de botones florales y capullos con puesta.
Actualmente (2015), en España, están autorizados los tratamientos como Bacillus thuringiensis, Clorpirifos, Cipermetrina, Deltametrina y Etofenprox. clorpirifos a perdido su registro en España

## Control biológico
El control biológico que realizan los depredadores generales no suele ser suficiente para mantener las poblaciones de este insecto en niveles bajos.[cita requerida]
El uso de semioquímicos como las feromonas sexuales se usan para el monitoreo de la plaga, también se empiezan a utilizar con la técnica de confusión sexual, o interrupción de la cópula (mating disruption)